# 北方墨點法
北方墨點法（英語：Northern blot），又称 RNA 印迹法，是分子生物学、生物化学中常用的实验方法，通過探測樣品中的RNA（或隔离的mRNA）来研究基因表达。

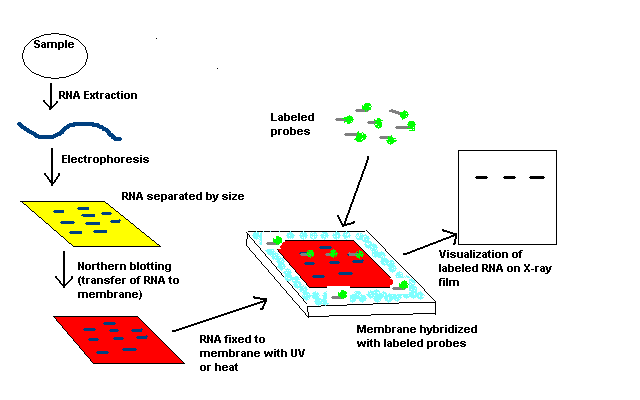
通过北方墨點法来检测RNA的流程图

利用探針偵測由凝膠電泳分離出來的RNA片段，尋找含有特定序列的RNA片段。與南方墨點法相似，RNA樣品經過凝膠電泳後會按照大小分離，然後將樣品從凝膠轉印到膜上，並用與目標序列互補的標記的探針來探測。實驗結果可以根據所用探針的不同，以多種方式來觀察，但大多數都顯示的是樣品中被探測的RNA條帶的相對位置，也就是分子大小；而條帶的強度則與樣品中目標RNA的含量相關。這一方法可以測量目標RNA在不同樣品中的情況，因此已經被普遍用於研究特定基因在生物體中表現的時刻和表現量，也是這類研究中最基本的手段。
發明者是史丹佛大學的James Alwine和喬治·斯塔克（George Stark）在1977年發明，其名字是源於第一種墨點技術，南方墨點法（命名者為Edwin Southern），兩者很相似，與南方墨點法主要的不同是北方墨點法探測的是RNA分子，而不是DNA分子。

## 原理
與南方墨點法相似，膠體可以選用瓊脂凝膠或是聚丙烯醯胺凝膠，被檢測物是RNA，「探針」(probe)是與目標序列互補的RNA、DNA序列或是寡核苷酸，但是探針至少要有25個鹼基對與目標序列互補。

Capillary blotting system setup for the transfer of RNA from an electrophoresis gel to a blotting membrane.

### 膠體
RNA樣品通常以含甲醛的瓊脂凝膠電泳來分離，甲醛作為RNA變性劑，將RNA的二級結構變性成一級結構。凝膠內用溴化乙錠(EtBr)染色，可在UV光下觀察到RNA樣品的品質、大小。

## 實驗步驟
實驗大至分為鑄膠、跑膠、轉漬、北方雜合反應等幾個部分。